# The Flying Padovanis
Pour les articles homonymes, voir Padovani.
The Flying Padovani’s est un groupe de surf rock français. Formé en 1979 par Henry Padovani, ancien guitariste du groupe The Police, il se sépare en 1983, avant de revenir momentanément en 2004.

## Biographie
Henry Padovani et Chris Musto sont deux grands amis et décident de monter un groupe. Ils décident de s'appeler The Flying Padovani's et que Chris sera batteur et Henry guitariste. Les deux hommes auditionnent et engagent finalement l'ancien bassiste Paul Slack, d'UK Subs. Quelques jours après sa formation, le duo entre en studio pour enregistrer le 45 tours Va plus haut / Western Pasta avec Lol Coxhill (saxophoniste soprano pour Jimi Hendrix, B. B. King, Pink Floyd), Val Haller (Electric Chairs) au synthétiseur et James Eller à la basse. Le groupe est ensuite rejoint par le bassiste Paul Slack pour enregistrer un album 7 titres.
Entretemps, le groupe se sépare en 1982, mais se reforme en 1983 le temps d'une tournée en France, pour ajouter quelques morceaux à l'album  The Flying Padovani’s font l’enfer qui sort cette même année, et pour mettre sur bande l’opus They Call Them Crazy pour le marché anglais qui sortira plus tard en 1987. Seconde séparation. En 2004, le duo remet le couvert avec Glen Matlock à la basse et Steve Hunter à la guitare. Un live témoigne de ces retrouvailles.
En 2004, le groupe se reforme une nouvelle fois et sort une compilation auto-produite, Three for Trouble,. Il fait des dates en Angleterre, en France et au Japon.

## Membres
- Henry Padovani — guitare, chant
- Chris Musto — batterie
- Paul Slack — basse

## Discographie
- 1979 : Va plus haut / Western Pasta (SP, Demon Records)
- 1983 : The Flying Padovani's font l'enfer (Skydog Records)
- 1987 : They Call Them Crazy (Razor)
- 1995 : The Flying Padovani’s font l’enfer (Skydog Records) (constitué de l’album de 1983 et celui de 1987)
- 2004 : Live 2004
- 2004 : The Best of Corsican Surf (compilation, participation)
- 2004 : Three for Trouble (compilation)